# 國縫車站
國縫車站（日语：／ Kunnui eki */?）是由北海道旅客鐵道（JR北海道）所經營的鐵路車站，位於日本北海道山越郡長萬部町。本站是JR北海道函館本線沿線的無人車站，位於JR北海道函館支社的管理範圍。站名源自於愛奴語中的「kunne-nay」（黑色河川）、「kunne」（黑色）或「kunne-nuy/kun-nuy」（黯淡的火）。
本站在1987年之前曾是地方支線瀨棚線與函館本線的銜接車站，當時也有急行列車在此停靠。但該路線因使用率過低而在1987年日本國鐵分割民營化的前夕廢線，本站也改為由函館本線上的快速列車「鳶尾花」停靠。此站現時每天只提供上、下行各六班普通列車服務，並只以長萬部為下行終點站。

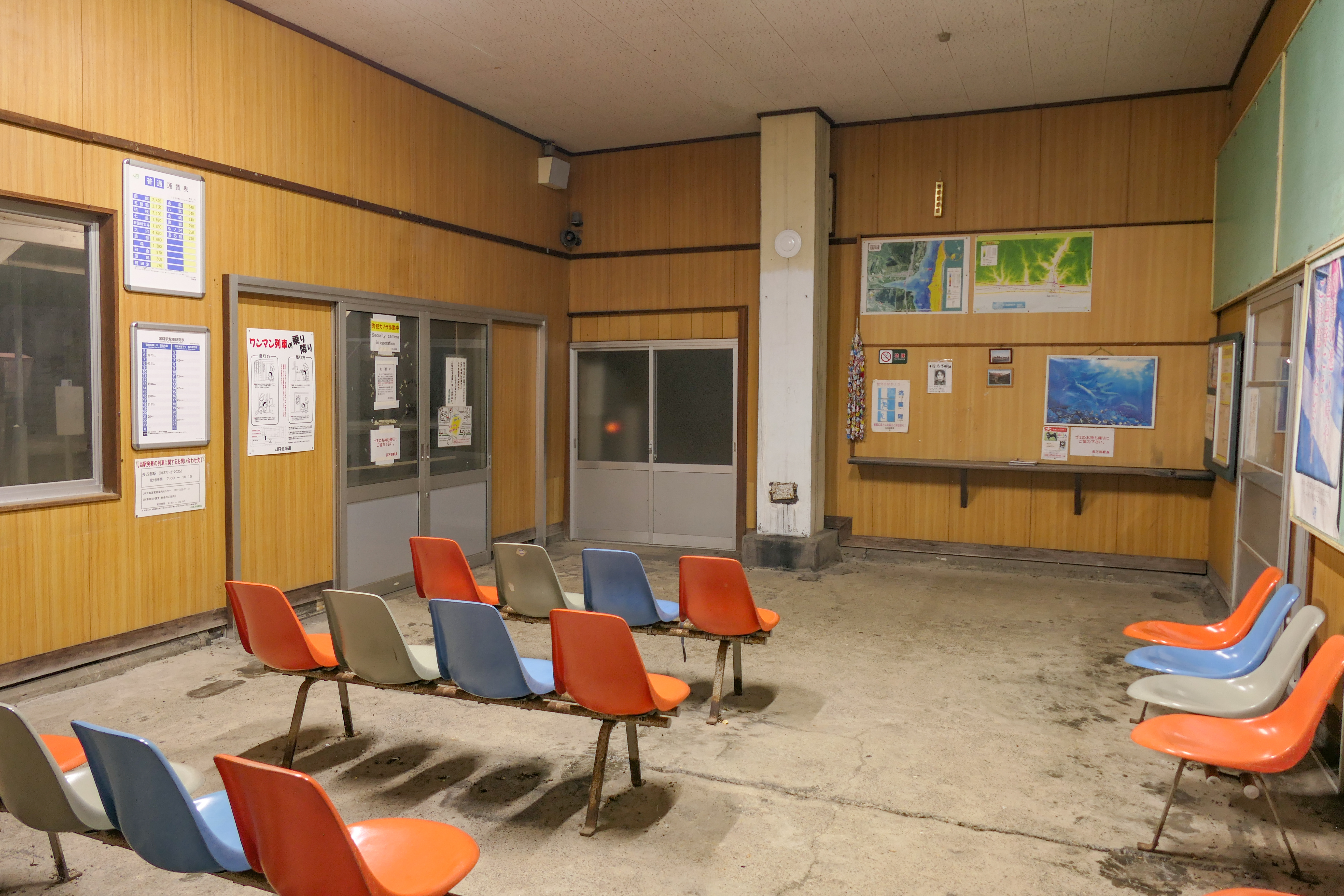
車站內部(2022年9月)

## 車站結構

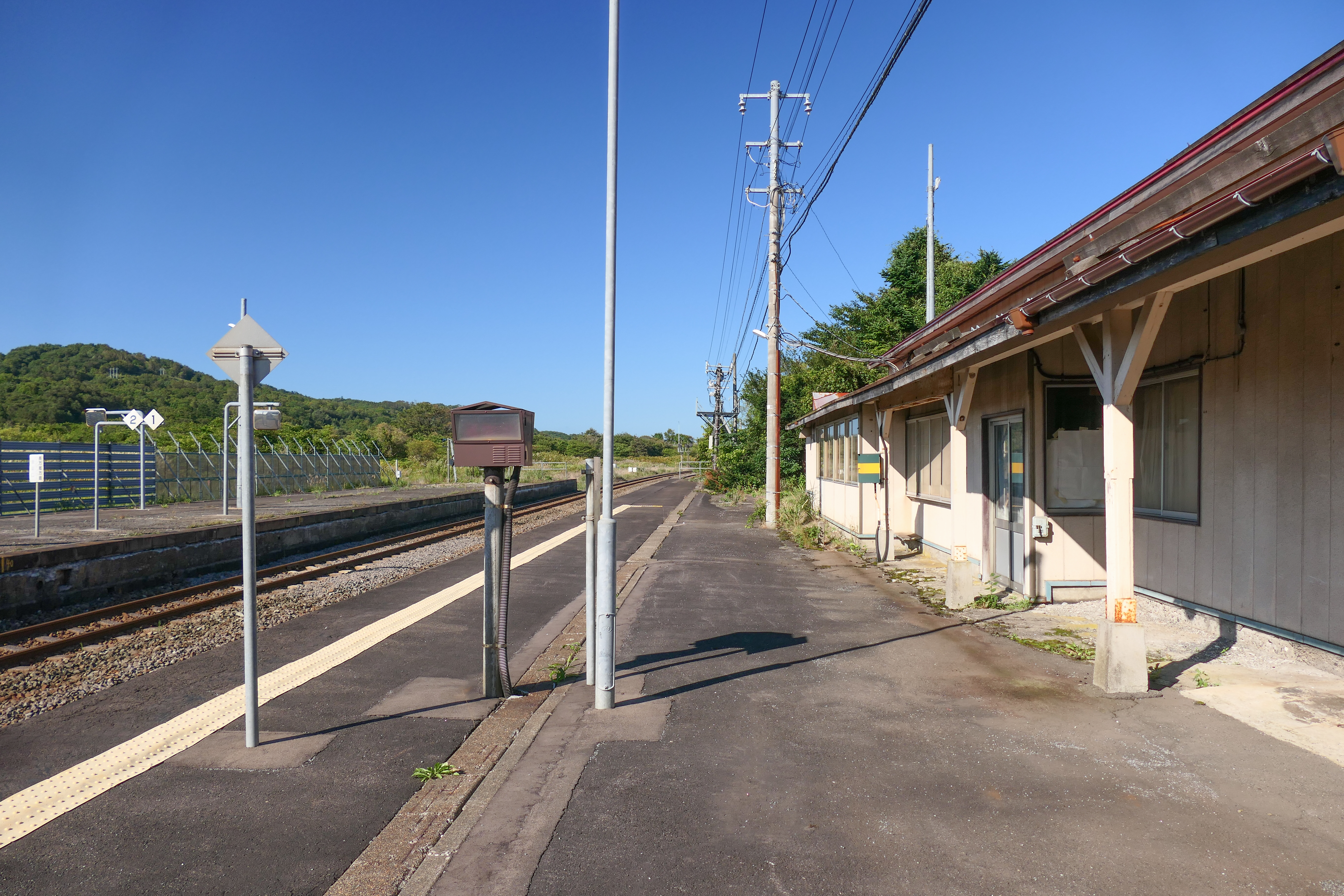
1號月台(2022年9月)

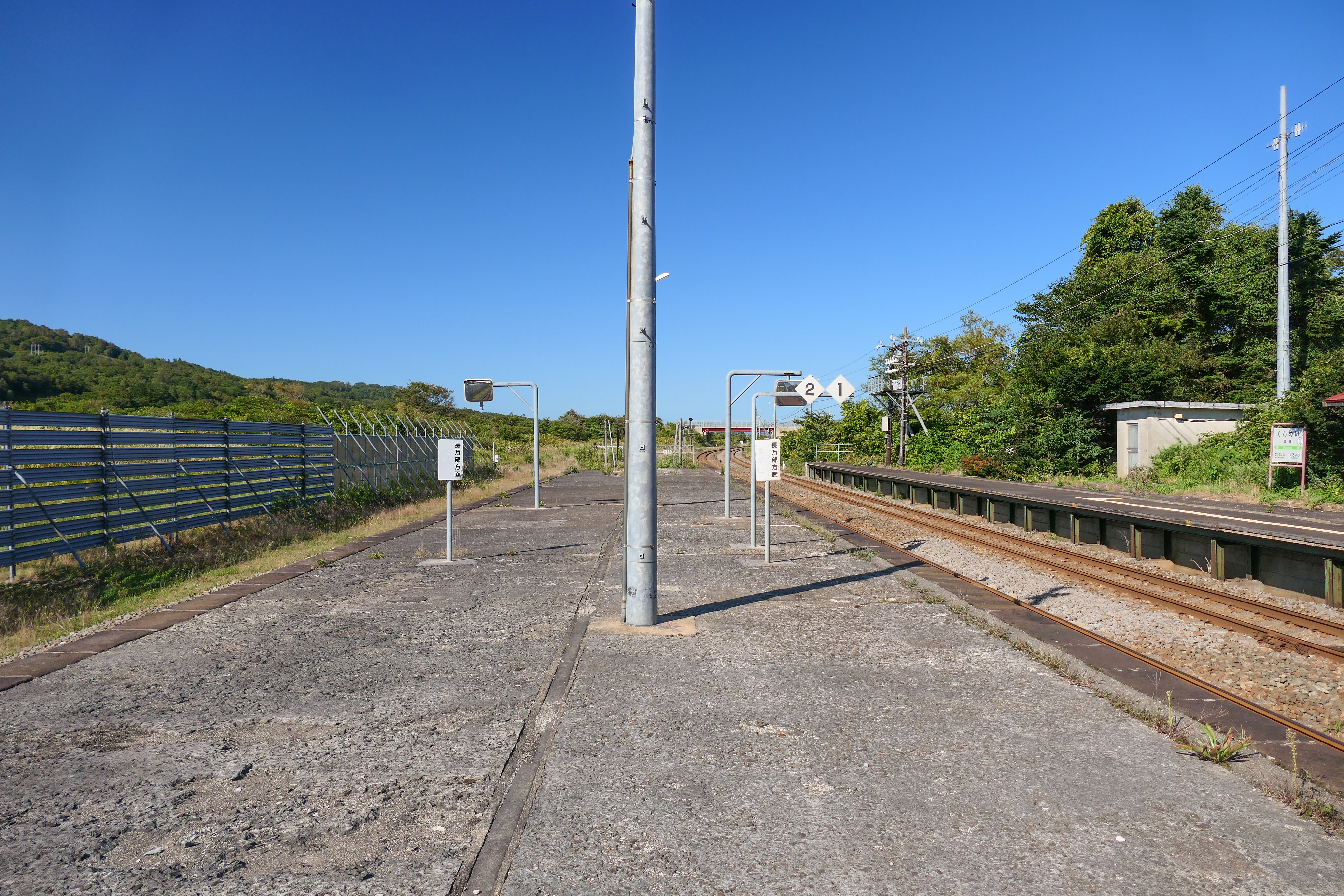
2號與3號月台(2022年9月)

本站為擁有側式月台與島式月台混合的2面3線的地面車站。長萬部方向列車乘車時際使用跨線天橋。3號月台供舊瀨棚線使用。此站於1992年廢除簡易委託，現時為無人車站。

### 月台配置
| 月台 | 路線      | 方向 | 目的地       |
| ---- | --------- | ---- | ------------ |
| 1    | ■函館本線 | 上行 | 森、函館方向 |
| 2、3 | ■函館本線 | 下行 | 長萬部方向   |

## 相鄰車站
北海道旅客鐵道（JR北海道）
■函館本線
■特急「北斗」
通過
■普通
黑岩（H51）－（北豐津信號場）－國縫（H49）－長萬部（H47）
註：過往本站～長萬部站之間曾設有中之澤站（H48），2024年3月該站遭撤站。

## 外部連結
- JR北海道 國縫站 （页面存档备份，存于）（日語）